# 扎话
扎话（Zahkring） ( 东米什米语 Eastern Mishmi 或 Zaiwa、 梅约语（Meyor）和 扎话（Zhahua ），是中国藏南3个村庄的一种语言。

## 分类
扎话是一种格曼语支语言。Blench 和 Post (2011) 认为扎话是一种东藏语群语言，受到了格曼语（他们将其归类为孤立语言）或该地区其他不同语言的影响。2015年，Blench 认为扎话可能是一种孤立语言。 Blench 认为扎话大量借鉴了 格曼语和藏语，后来又借鉴了那加语和景颇语。
斯科特·德兰西（Scott DeLancey）(2015) 认为梅约语属于更广泛的中部藏缅语族的一部分。

## 名字
Li 和 Jiang (2001)报告称，扎人没有实际的自称，但邻近的珞巴族、僜人和藏族人民都用各种名字来称呼他们。
- tɕa31 kʰreŋ55（达让语）
- tɕa31 kʰɹɯn55（格曼语）
- tsa35 tɕoŋ55（藏语）
- mi31 si55 pu53（义都语）

根据李和江（2001）的说法，波密县藏族的格曼语外来语是si31 dut55 pu55。珞巴人将藏人称为la31 ma35，而僜人将藏人称为 de31 loŋ55。

## 分布
在中国，西藏察隅县下察隅乡的松古村、拉丁村和塔玛村使用扎话。
在藏南，梅约族群分布在安焦县基布图圈和瓦隆圈的以下15个村庄。截至 2001 年 5 月，这些村庄的总人口为 376 人。
- 基布图圈 Kibthoo Circle
  - 卡豪 Kahao
  - 马赛克 Mosai
  - 丹巴尔 Danbari
  - 昆丹 Kundan
  - 赫罗蒂 Khroti
  - 益功 Yaikung
  - 巴拉昆丹 Bara Kundan
  - 昆朱克 Kunjuk
- 瓦隆圈 Walong Circle
  - 瓦隆 Walong
  - 蒂奈 Tinai
  - 董 Dong
  - 提拉姆 Tilam
  - 萨普宽 Sapkung
  - 潘贡 Pangung

## 另请参阅
- 扎话单词列表 (维基词典)